# Draculiciteria tesselata
Draculiciteria tesselata är en djurart som tillhör fylumet bukhårsdjur, och som först beskrevs av Jeanne Renaud-Mornant 1968.  Draculiciteria tesselata ingår i släktet Draculiciteria och familjen Xenotrichulidae. Inga underarter finns listade i Catalogue of Life.